# Bor, Nam Sudan
Bor là thủ phủ bang Jonglei của Nam Sudan. Thành phố nằm trên bờ đông sông Nin Trắng (Bahr al Jabal), phía nam vùng sudd, vùng đất ngập nước rộng lớn của Nam Sudan. Vào năm 2008, dân số của Bor là 61.716 người.

## Lịch sử
Tiền thân của Bor là một làng chài trên sông Nin Trắng, nơi một kho buôn bán ngà voi và nô lệ được thành lập vào những năm 1860. Năm 1874, tướng lĩnh và quan chức Anh Charles George Gordon đã thành lập một chính quyền thuộc địa tại đây. Trong những năm đầu của thời kỳ Sudan thuộc Anh-Ai Cập, Bor là một trạm chở gỗ cho các tàu hơi nước đi dọc sông Nin Trắng. Đến năm 1905, nơi này trở thành trung tâm hành chính của quận Bor-Duk.
Ở Kolnyang, một khu định cư nhỏ cách Bor khoảng 19 km (12 mi) về phía nam, một trong những cơ sở truyền đạo Thiên chúa đầu tiên ở Nam Sudan đã được Archibald Shaw thành lập vào năm 1906.
Shaw mở trường tiểu học đầu tiên ở Malek. Giám mục Anh giáo bản địa đầu tiên được thánh hiến trong vùng, Daniel Deng Atong, đã học tập tại đây. John Aruor trở thành người đầu tiên được rửa tội tại Bor, vào năm 1914.
Bor là tâm điểm của Nội chiến Sudan lần thứ hai. Tiến sĩ John Garang de Mabior, một sĩ quan trong Quân đội Sudan đã lãnh đạo cuộc nổi dậy ở thành phố Bor vào tháng 5 năm 1983, dẫn đến sự ra đời của Phong trào Giải phóng Nhân dân Sudan và Quân Giải phóng Nhân dân Sudan (SPLM/SPLA). Bor cũng là hiện trường của vụ thảm sát năm 1991, nơi có khoảng 2.000 người thiệt mạng.
Sau vụ đảo chính bất thành tại Nam Sudan năm 2013, Bor là địa điểm của các cuộc giao tranh giữa quân đội chính phủ và phiến quân do Riek Machar lãnh đạo. Một phần của Bạch quân Nuer cũng tham gia cuộc giao tranh.

## Địa lý
Thành phố Bor là thủ phủ của bang Jonglei ở miền trung Nam Sudan, cách thủ đô Juba khoảng 190 km về phía bắc. Nó nằm trên bờ đông của sông Nin Trắng.

### Khí hậu
Bor có khí hậu xavan (phân loại khí hậu Köppen Aw).
| Dữ liệu khí hậu của Bor, Nam Sudan      | Dữ liệu khí hậu của Bor, Nam Sudan | Dữ liệu khí hậu của Bor, Nam Sudan | Dữ liệu khí hậu của Bor, Nam Sudan | Dữ liệu khí hậu của Bor, Nam Sudan | Dữ liệu khí hậu của Bor, Nam Sudan | Dữ liệu khí hậu của Bor, Nam Sudan | Dữ liệu khí hậu của Bor, Nam Sudan | Dữ liệu khí hậu của Bor, Nam Sudan | Dữ liệu khí hậu của Bor, Nam Sudan | Dữ liệu khí hậu của Bor, Nam Sudan | Dữ liệu khí hậu của Bor, Nam Sudan | Dữ liệu khí hậu của Bor, Nam Sudan | Dữ liệu khí hậu của Bor, Nam Sudan |
| Tháng                                   | 1                                  | 2                                  | 3                                  | 4                                  | 5                                  | 6                                  | 7                                  | 8                                  | 9                                  | 10                                 | 11                                 | 12                                 | Năm                                |
| --------------------------------------- | ---------------------------------- | ---------------------------------- | ---------------------------------- | ---------------------------------- | ---------------------------------- | ---------------------------------- | ---------------------------------- | ---------------------------------- | ---------------------------------- | ---------------------------------- | ---------------------------------- | ---------------------------------- | ---------------------------------- |
| Trung bình ngày tối đa °C (°F)          | 36 (97)                            | 36.6 (97.9)                        | 36.6 (97.9)                        | 34.9 (94.8)                        | 33 (91)                            | 31.8 (89.2)                        | 30.3 (86.5)                        | 30.5 (86.9)                        | 31.5 (88.7)                        | 33.1 (91.6)                        | 34.4 (93.9)                        | 35.1 (95.2)                        | 33.7 (92.6)                        |
| Trung bình ngày °C (°F)                 | 27.9 (82.2)                        | 28.6 (83.5)                        | 29.6 (85.3)                        | 28.6 (83.5)                        | 27.4 (81.3)                        | 26.6 (79.9)                        | 25.5 (77.9)                        | 25.5 (77.9)                        | 26.2 (79.2)                        | 27.2 (81.0)                        | 27.6 (81.7)                        | 27.3 (81.1)                        | 27.3 (81.2)                        |
| Tối thiểu trung bình ngày °C (°F)       | 19.9 (67.8)                        | 20.6 (69.1)                        | 22.6 (72.7)                        | 22.4 (72.3)                        | 21.8 (71.2)                        | 21.5 (70.7)                        | 20.8 (69.4)                        | 20.6 (69.1)                        | 21 (70)                            | 21.3 (70.3)                        | 20.9 (69.6)                        | 19.5 (67.1)                        | 21.1 (69.9)                        |
| Lượng Giáng thủy trung bình mm (inches) | 2 (0.1)                            | 5 (0.2)                            | 32 (1.3)                           | 80 (3.1)                           | 119 (4.7)                          | 112 (4.4)                          | 126 (5.0)                          | 150 (5.9)                          | 124 (4.9)                          | 105 (4.1)                          | 32 (1.3)                           | 4 (0.2)                            | 891 (35.2)                         |
| Nguồn: Climate-Data.org (độ cao 430m)   |                                    |                                    |                                    |                                    |                                    |                                    |                                    |                                    |                                    |                                    |                                    |                                    |                                    |

## Kinh tế
Ngân hàng Thương mại Kenya (Nam Sudan) có một chi nhánh hoạt động tại Bor.

## Giáo dục
Đại học Tưởng niệm John Garang, một trong bảy trường đại học công lập trong cả nước, nằm ở Bor. Trường đại học mang tên John Garang de Mabior (23 tháng 6 năm 1945 - 30 tháng 7 năm 2005), người sáng lập Nam Sudan hiện đại và lãnh đạo Phong trào Giải phóng Nhân dân Sudan. Đại học Tưởng niệm John Garang được thành lập bởi cựu thống đốc bang Jonglei, Philip Thon Leek.

## Giao thông
Thành phố có sân bay Bor và bao gồm ba tuyến đường bộ lớn. Người dân cũng sử dụng sông Nin Trắng để đi lại.